# Artur Moraes
Artur Guilherme Moraes Gusmão, noto semplicemente come Artur (Leme, 25 gennaio 1981), è un dirigente sportivo ed ex calciatore brasiliano, di ruolo portiere, vicepresidente dell'Alverca.

## Carriera

### Club

#### I primi anni in Brasile e l'arrivo in Italia
Trascorre le trafili giovanili nel Paulista, che decide di puntare su di lui e lo promuove portiere titolare per due stagioni. Nel 2003 passa al Cruzeiro. Nel 2006 passa in prestito al Coritiba e l'anno successivo arriva in Italia grazie al Siena, che se ne assicura le prestazioni dopo che il suo contratto con il Cruzeiro era scaduto. Non trovando abbastanza spazio in Toscana, viene mandato in prestito in Serie B, al Cesena, dove gioca titolare per il resto della stagione.

#### La grande occasione alla Roma
Nell'agosto del 2008 approda alla Roma a titolo definitivo. Esordisce coi giallorossi l'8 novembre 2008 nel match contro il Bologna, subentrando a metà del secondo tempo a Doni, colpito alla testa da una tacchettata involontaria di Marco Di Vaio.
Quando Doni si infortuna, Artur ha la possibilità di fare il suo esordio da titolare dapprima in campionato, dove subisce un solo gol, e poi in Coppa Italia, mantenendo la propria rete inviolata in Roma-Bologna (2-0). Il portiere brasiliano si mette in mostra anche negli incontri contro Sampdoria, Torino e Milan in campionato. In Europa League disputa tutti e due i turni preliminari, incassando complessivamente 6 gol in 4 partite. Dalla sfida contro la Juventus l'allenatore Luciano Spalletti lo accantona in favore del terzo portiere Júlio Sérgio e, in attesa del ritorno di Doni, Artur viene retrocesso a quarto portiere, preceduto dallo stesso Doni, Júlio Sérgio e il nuovo acquisto Bogdan Lobonț.

#### In Portogalloː il Braga e il Benfica
Non rientrando nei piani della società capitolina, nel mercato estivo si trasferisce in prestito in Portogallo al Braga e l'annata si rivela straordinaria: Alterna ottime prestazioni in campionato a grandi parate in UEFA Europa League, dove riesce a raggiungere la finale di Dublino, vinta poi dal Porto per 1-0.
Dopo l'ottima stagione, rescinde consensualmente il suo contratto con la Roma ed il 22 maggio 2011 firma un quadriennale con il Benfica.
Nel 2015 si trasferisce all'Osmanlıspor Futbol Kulübü nel campionato turco e vi rimane fino ad inizio 2017.

#### Chapecoense
Il 10 gennaio 2017 arriva a titolo gratuito alla Chapecoense.
Il 1º gennaio 2018 approda al Desp. Aves, dove rimane fino a fine stagione per poi ritirarsi.

### Nazionale
Ha disputato 3 partite con la Nazionale Under-17 di calcio del Brasile.

## Statistiche

### Presenze e reti nei club
Statistiche aggiornate al 31 agosto 2018.
| Stagione           | Squadra            | Campionato         | Campionato | Campionato | Coppe nazionali | Coppe nazionali | Coppe nazionali | Coppe europee | Coppe europee | Coppe europee | Altre coppe | Altre coppe | Altre coppe | Totale | Totale |
| Stagione           | Squadra            | Comp               | Pres       | Reti       | Comp            | Pres            | Reti            | Comp          | Pres          | Reti          | Comp        | Pres        | Reti        | Pres   | Reti   |
| ------------------ | ------------------ | ------------------ | ---------- | ---------- | --------------- | --------------- | --------------- | ------------- | ------------- | ------------- | ----------- | ----------- | ----------- | ------ | ------ |
| 2003               | Cruzeiro           | A                  | 6          | -?         | -               | -               | -               | -             | -             | -             | -           | -           | -           | 6      | -?     |
| 2004               | Cruzeiro           | A                  | 35         | -?         | -               | -               | -               | -             | -             | -             | -           | -           | -           | 35     | -?     |
| 2005               | Cruzeiro           | A                  | 35         | -?         | -               | -               | -               | -             | -             | -             | -           | -           | -           | 35     | -?     |
| Totale Cruzeiro    | Totale Cruzeiro    | Totale Cruzeiro    | 76         | -67        |                 | -               | -               |               | -             | -             |             | -           | -           | 76     | -67    |
| 2006               | Coritiba           | B                  | 25         | -31        | -               | -               | -               | -             | -             | -             | -           | -           | -           | 25     | -31    |
| 2007-gen. 2008     | Siena              | A                  | 0          | 0          | CI              | 0               | 0               | -             | -             | -             | -           | -           | -           | 0      | 0      |
| gen.-giu. 2008     | Cesena             | B                  | 18         | -29        | CI              | 0               | 0               | -             | -             | -             | -           | -           | -           | 18     | -29    |
| 2008-2009          | Roma               | A                  | 11         | -18        | CI              | 2               | -2              | UCL           | 0             | 0             | -           | -           | -           | 13     | -20    |
| 2009-2010          | Roma               | A                  | 1          | -3         | CI              | 0               | 0               | UEL           | 4             | -6            | -           | -           | -           | 5      | -9     |
| Totale Roma        | Totale Roma        | Totale Roma        | 12         | -21        |                 | 2               | -2              |               | 4             | -6            |             | -           | -           | 18     | -29    |
| 2010-2011          | Braga              | PL                 | 18         | -16        | CP+CdL          | 2+2             | -4; -2          | UCL+UEL       | 1+9           | -2; -4        | -           | -           | -           | 32     | -28    |
| 2011-2012          | Benfica            | PL                 | 29         | -27        | CP+CdL          | 0+0             | 0               | UCL           | 14            | -15           | -           | -           | -           | 43     | -42    |
| 2012-2013          | Benfica            | PL                 | 30         | -32        | CP+CdL          | 4+1             | 0; -3           | UCL+UEL       | 6+9           | -5; -3        | -           | -           | -           | 50     | -43    |
| 2013-2014          | Benfica            | PL                 | 26         | -21        | CP+ CdL         | 0+0             | 0               | UCL           | 0             | 0             | -           | -           | -           | 26     | -21    |
| 2014-2015          | Benfica            | PL                 | 12         | -14        | CP+CdL          | 3+1             | -2              | UCL           | 3             | -1            | -           | -           | -           | 17     | -17    |
| Totale Benfica     | Totale Benfica     | Totale Benfica     | 97         | -84        |                 | 9               | -5              |               | 26            | -24           |             | -           | -           | 117    | -102   |
| 2015-2016          | Osmanlıspor        | SL                 | 4          | -2         | CT              | 1               | -1              | -             | -             | -             | -           | -           | -           | 5      | -3     |
| 2016-2017          | Osmanlıspor        | SL                 | 0          | 0          | CT              | 0               | 0               | UEL           | 0             | 0             | -           | -           | -           | 0      | 0      |
| Totale Osmanlıspor | Totale Osmanlıspor | Totale Osmanlıspor | 4          | -2         |                 | 1               | -1              |               | 0             | 0             |             | -           | -           | 5      | -3     |
| gen.-giu. 2017     | Chapecoense        | CR+A               | 12+0       | -12        | CB              | -               | -               | CL            | 2             | -4            | RS          | 1           | -1          | 15     | -17    |
| 2017-2018          | Desp. Aves         | PL                 | 1          | -2         | CP+CdL          | 0               | 0               |               | -             | -             | -           | -           | -           | 1      | -2     |
| Totale carriera    | Totale carriera    | Totale carriera    | 252        | -239       |                 | 12              | -12             |               | 39            | -39           |             | 1           | -1          | 302    | -308   |

## Palmarès

### Club

#### Competizioni statali
- Campionato Mineiro: 2

Cruzeiro: 2003, 2004
- Campionato Catarinense: 1

Chapecoense: 2017

#### Competizioni nazionali
- Campionato brasiliano: 1

Cruzeiro: 2003
- Coppa del Brasile: 1

Cruzeiro: 2003
- Campeonato Brasileiro Série C: 1

Paulista: 2001
- Campionato portoghese: 2

Benfica: 2013-2014, 2014-2015
- Coppa del Portogallo: 2

Benfica: 2013-2014
Desp. Aves: 2017-2018
- Coppa di Lega portoghese: 3

Benfica: 2011-2012, 2013-2014, 2014-2015
- Supercoppa di Portogallo: 1

Benfica: 2014